# Paracyphocrania lativentris
Paracyphocrania lativentris är en insektsart som beskrevs av Ludwig Redtenbacher 1908. Paracyphocrania lativentris ingår i släktet Paracyphocrania och familjen Phasmatidae. Inga underarter finns listade i Catalogue of Life.